# Andia
Andia, Andiu (Misianda) fou el nom d'un principat situat entre al nord de Zikurti. El tres principats iranians més importants a l'est i sud-est del llac Urmia eren Andia al nord, Zikurti al centre i els petits estats medes al sud. El nom de Misianda és una composició de Misu i Andia. Els dos noms, Misu (Misa o Misi) i Andia, s'esmenta en temps de Salmanassar III (859-824 aC) i Adadnirari III (811-783 aC). Delettre situa Andia a la clàssica Matiana entre les muntanyes de Matiene i el llac Urmia mentre Misu és situada a la frontera de Mèdia a l'entorn de les muntanyes Talvantu Dagh, el que situaria Andia més al sud-est, al districte de Kurdasir.
Les tribus iranianes dels zikurtis i andians van emigrar cap a l'Iran en època indeterminada, potser vers el segle ix aC, i es van establir a l'est i sud-est del llac Urmia, prop de Manna. El rei Rusa I d'Urartu (735-713) va intentar organitzar una confederació de reis d'aquests grups amb interessos comuns entre ells i amb Urartu. Entre els principals caps hi havia Metatti de Zikirtu, Deioces dels medes (que dominava la zona del modern Hamadan) i Tilusina d'Àndia que a la segona meitat del segle viii aC eren vassalls d'Urartu.
El rei Rusa I d'Urartu va instigar rei Mit'atti de Zikurtu i als prínceps de Misianda i d'Umildish (aquest darrer governat pel príncep Bagdatti) contra el rei Aza de Manna que fou finalment assassinat en un cop de palau per una facció anti-assíria (717 aC); part de les seves terres es va planejar que es repartirien entre els aliats, amb el major lot per Rusa. El germà d'Aza, Ullusunu fou posat al tron i va haver de cedir a Rusa 22 districtes frontereres. Però llavors es va presentar Sargon II (716 aC) que va decidir atacar Rusa I d'Urartu i als seus vassalls. El príncep Bagdatti d'Umildish o Uishdish (que se situaria a l'est del llac Urmia) que era vassall d'Urartu i havia ajudat a Zikurtu en l'enderrocament del rei de Manna, fou fet presoner i executat (espellat viu) al mateix lloc on havia estat mort Aza. Ullusunu, germà d'Aza, fou conservat en el tron de Manna com a vassall, però quan els assiris van sortir del seu territori va proclamar la seva lleialtat a Rusa I i va confirmar la cessió de les 22 poblacions o districtes, segurament forçat per forces urartianes. Karallu i Allabria també van haver de declarar-se vassalls d'Urartu. Sargon II hi va anar amb un exèrcit, va obligar a Ullusunu a fugir a les muntanyes abandonat la seva capital, Izirtu, que fou ocupada i cremada i altres ciutats foren destruïdes. Ullusunu, segurament sense via per escapar-se, va suplicar perdó i contra el que era habitual li fou concedit i el regne li fou retornat (el que reforça la idea que el rei havia estat forçat a anar contra Assíria per forces militars d'Urartu) incloent les 22 ciutats que havia cedit a Urartu que foren 
recuperades per la força pels assiris i el territori fou posat sota administració de governadors assiris; el governador local (nomenat per Ullusunu) Daiukku, identificat amb Deioces de Mèdia fou deportat a Hamath. El 714 aC, després de passar per Andia o Misianda (doncs segurament en aquest temps els misus i els andians ja s'havien unit i el seu país apareix a les fonts de Sargon II com Misianda) els assiris van entrar a territori de Rusa I per la zona de la moderna Tabriz.
Al segle següent es van barrejar amb els escites, cimmeris i medes.